# Unterseeboot 79 (1941)
Pour les articles homonymes, voir Unterseeboot 79.
L'Unterseeboot 79 ou U-79 est un sous-marin allemand (U-Boot) de type VII.C construit pour la Kriegsmarine pendant la Seconde Guerre mondiale.

## Construction
L' U-79 fait partie du programme 1937-1938 pour une nouvelle classe de sous-marins océaniques. Il est de type VII C lancé entre 1936 et 1940. Construit dans les chantiers de Bremer Vulkan-Vegesacker Werft à Brême, la quille du U-79 est posée le 17 avril 1940 et il est lancé le 25 janvier 1941. L'U-79 entre en service deux mois plus tard.

## Historique
En service le 13 mars 1941, l'U-79 est d'abord utilisé comme sous-marin de formation au sein de la 1. Unterseebootsflottille à Kiel.

Le 1er juillet 1941, l'U-79 devient opérationnel toujours dans la 1. Unterseebootsflottille, à Kiel, ensuite à la base sous-marine de Lorient.
Il engage sa première patrouille de guerre, laissant le port de Kiel, le 10 avril 1941, sous le commandement du Kapitänleutnant Wolfgang Kaufmann. Il rejoint la base sous-marine de Lorient le 5 juillet 1941 après 31 jours en mer, ayant coulé un navire marchand de 1 524 tonneaux et endommagé un autre de 10 356 tonneaux.
L'Unterseeboot 79 a effectué six patrouilles au cours lesquelles il a détruit deux navires marchands pour un total de 2 983 tonneaux, a endommagé un navire marchand de 10 356 tonneaux et a endommagé de manière irrécupérable un navire de guerre de 625 tonnes. Il a passé en tout 102 jours en mer.
Sa sixième patrouille commence  le 21 décembre 1941, au départ de l'île de Salamine en Grèce, toujours sous les ordres du Kapitänleutnant Wolfgang Kaufmann. Après 3 jours en mer, l'U-79 est coulé le 23 décembre 1941 en Méditerranée au nord de Sollum en Égypte, à la position géographique de 32° 15′ N, 25° 19′ E par des charges de profondeurs lancées par les destroyers britanniques HMS Hasty et HMS Hotspur.
Les 44 membres d'équipage sont recueillis et faits prisonniers.

## Affectations
- 1. Unterseebootsflottille à Kiel du 13 mars au 30 juin 1941 (entraînement)
- 1. Unterseebootsflottille à Kiel/Brest du 1er juillet au 30 septembre 1941 (service actif)
- 23. Unterseebootsflottille sur l'Île de Salamine du 1er octobre 1941 au 23 décembre 1941 (service actif)

## Commandements
- Kapitänleutnant Wolfgang Kaufmann du 13 mars 1941 au 23 décembre 1941

## Patrouilles
|       | Commandant               | Départ            | Départ          | Arrivée           | Arrivée         | Jours     | Succès   |
| ----- | ------------------------ | ----------------- | --------------- | ----------------- | --------------- | --------- | -------- |
| 1     | Kptlt. Wolfgang Kaufmann | 5 juin 1941       | Kiel            | 5 juillet 1941    | Lorient         | 31 jours  | 11 880   |
| 2     | Kptlt. Wolfgang Kaufmann | 21 juillet 1941   | Lorient         | 16 août 1941      | Lorient         | 27 jours  | 1 459    |
| 3     | Kptlt. Wolfgang Kaufmann | 14 septembre 1941 | Lorient         | 18 septembre 1941 | Lorient         | 5 jours   |          |
| 4     | Kptlt. Wolfgang Kaufmann | 28 septembre 1941 | Lorient         | 23 octobre 1941   | Île de Salamine | 26 jours  | 625      |
| 5     | Kptlt. Wolfgang Kaufmann | 29 novembre 1941  | Île de Salamine | 8 décembre 1941   | Île de Salamine | 10 jours  |          |
| 6     | Kptlt. Wolfgang Kaufmann | 21 décembre 1941  | Île de Salamine | 23 décembre 1941  | Coulé           | 3 jours   |          |
| Total | Total                    | Total             | Total           | Total             | Total           | 102 jours | 13 964 t |

Note : Kptlt. = Kapitänleutnant

### OpérationsWolfpack
L'U-79 a opéré avec les Wolfpacks (meutes de loup) durant sa carrière opérationnelle:
- Goeben (28 septembre 1941 - 5 octobre 1941)

## Navires coulés
L'Unterseeboot 79 a coulé 2 navires marchands pour un total de 2 983 tonneaux et a endommagé un navire marchand de 10 356 tonneaux et endommagé de manière irrécupérable un navire de guerre de 625 tonnes au cours des 6 patrouilles (102 jours en mer) qu'il effectua.
| Date            | Nom      | Nationalité     | Tonnage (GRT) | Fait                      |
| --------------- | -------- | --------------- | ------------- | ------------------------- |
| 11 juin 1941    | Havtor   | Norvège         | 1 524         | Coulé                     |
| 27 juin 1941    | Tibia    | Pays-Bas        | 10 356        | Endommagé                 |
| 27 juillet 1941 | Kellwyn  | Grande-Bretagne | 1 459         | Coulé                     |
| 21 octobre 1941 | HMS Gnat | Grande-Bretagne | 625           | Endommagé - Irrécupérable |

### Sources
- (en) Cet article est partiellement ou en totalité issu de l’article de Wikipédia en anglais intitulé « German submarine U-79 (1941) » (voir la liste des auteurs).